# Echinarachniidae
De Echinarachniidae zijn een familie van zee-egels (Echinoidea) uit de orde Clypeasteroida. Op het typegeslacht na betreft het allemaal geslachten van uitgestorven soorten.

## Geslachten
- Echinarachnius Gray, 1825
- Astrodapsis Conrad, 1856 †
- Faassia Shmidt, 1971 †
- Kewia Nisiyama, 1935 †
- Proescutella Pomel, 1883 †
- Pseudastrodapsis Durham, 1953 †
- Scutellaster Cragin, 1895 †
- Tenuirachnius Durham, 1955 †
- Vaquerosella Durham, 1955 †